# 100 (w-inds.のアルバム)
『100』（ワンハンドレッド）は、日本のダンス&ボーカルユニットw-inds.の13枚目のオリジナルアルバム。2018年7月4日にポニーキャニオンの社内レーベルの一つFLIGHT MASTERから発売された。

## 解説
- 39thシングル「Time Has Gone」、40thシングル「Dirty Talk」を含む全12曲収録。
- 作品のコンセプトは「POPSという名のノンジャンル」[5]。「w-inds.がこれまで通ってきたポップス、ファンク、ヒップホップの要素を織り交ぜながらトータルとして“ジャンルレスなポップス”を作れば自分たちが歩んできた道を表現できると思った」と語っている[4]。
- w-inds.のオリジナルアルバムとしては初の完全セルフプロデュース作品で、メンバーの橘慶太が全収録曲をプロデュースした[5]。ほぼ全曲の作詞・作曲、トラックプロデュース、ボーカルプロデュースを橘が手がけた[3]。楽曲制作には慶太が属する二人組プロデュースチームDon Million Dollar(DMD)[注 1]の相方であるJoe Ogawa及びシンガーソングライターのChicaが参加しており、全英詞の楽曲は英語で歌詞を書けるChicaに協力してもらった[5]。
- タイトルの「100」は、メンバーの年齢が同年12月17日をもって千葉涼平=34歳、橘慶太=33歳、緒方龍一=33歳、合計100歳になることに由来している。マネージャーに指摘されたことがアルバム制作の契機となった[注 2][4]。
- リード曲「Temporary」はMVが制作され、叙情的な世界観を表現している。
- 収録曲「Celebration」は、2007年に発売された6thアルバム「Journey」にも同名の楽曲が存在するが、本作とは異なる。同曲と「We Gotta Go」はw-inds.としては初の全編英語詞である。これはSpotifyにおいてw-inds.の作品が日本に次いでアメリカで多く聴取されていることが契機となっている[5]。

## 収録曲
| #   | タイトル                        | 作詞                   | 作曲                              | 時間 |
| --- | ------------------------------- | ---------------------- | --------------------------------- | ---- |
| 1.  | 「Bring back the summer」       | Keita Tachibana        | Keita Tachibana                   | 3:49 |
| 2.  | 「Dirty Talk」                  | Keita Tachibana        | Keita Tachibana                   | 3:18 |
| 3.  | 「Temporary」                   | Keita Tachibana, Chica | Keita Tachibana, Joe Ogawa        | 3:32 |
| 4.  | 「I missed you」                | Keita Tachibana, Chica | Keita Tachibana, Joe Ogawa, Chica | 3:20 |
| 5.  | 「Celebration」                 | Chica                  | Keita Tachibana, Joe Ogawa        | 3:43 |
| 6.  | 「We Gotta Go」                 | Chica                  | Keita Tachibana                   | 3:33 |
| 7.  | 「Time Has Gone」               | Keita Tachibana        | Keita Tachibana                   | 3:31 |
| 8.  | 「Stay Gold」                   | Keita Tachibana        | Keita Tachibana, Joe Ogawa        | 3:44 |
| 9.  | 「The love」                    | Keita Tachibana        | Chica, Keita Tachibana, Joe Ogawa | 4:28 |
| 10. | 「All my love is here for you」 | Keita Tachibana, Chica | Keita Tachibana, Joe Ogawa        | 3:30 |
| 11. | 「Drive All Night」             | Keita Tachibana, Chica | Keita Tachibana                   | 4:07 |
| 12. | 「Sugar」                       | Chica                  | Keita Tachibana, Chica            | 3:56 |

| #  | タイトル                       | 作詞 | 作曲・編曲 | 監督 | 時間  |
| -- | ------------------------------ | ---- | ---------- | ---- | ----- |
| 1. | 「Time Has Gone」(Music Video) |      |            |      | 3:39  |
| 2. | 「Dirty Talk」(Music Video)    |      |            |      | 3:22  |
| 3. | 「Temporary」(Music Video)     |      |            |      | 3:37  |
| 4. | 「100 - Behind The Scene」     |      |            |      | 11:17 |